# June Gale

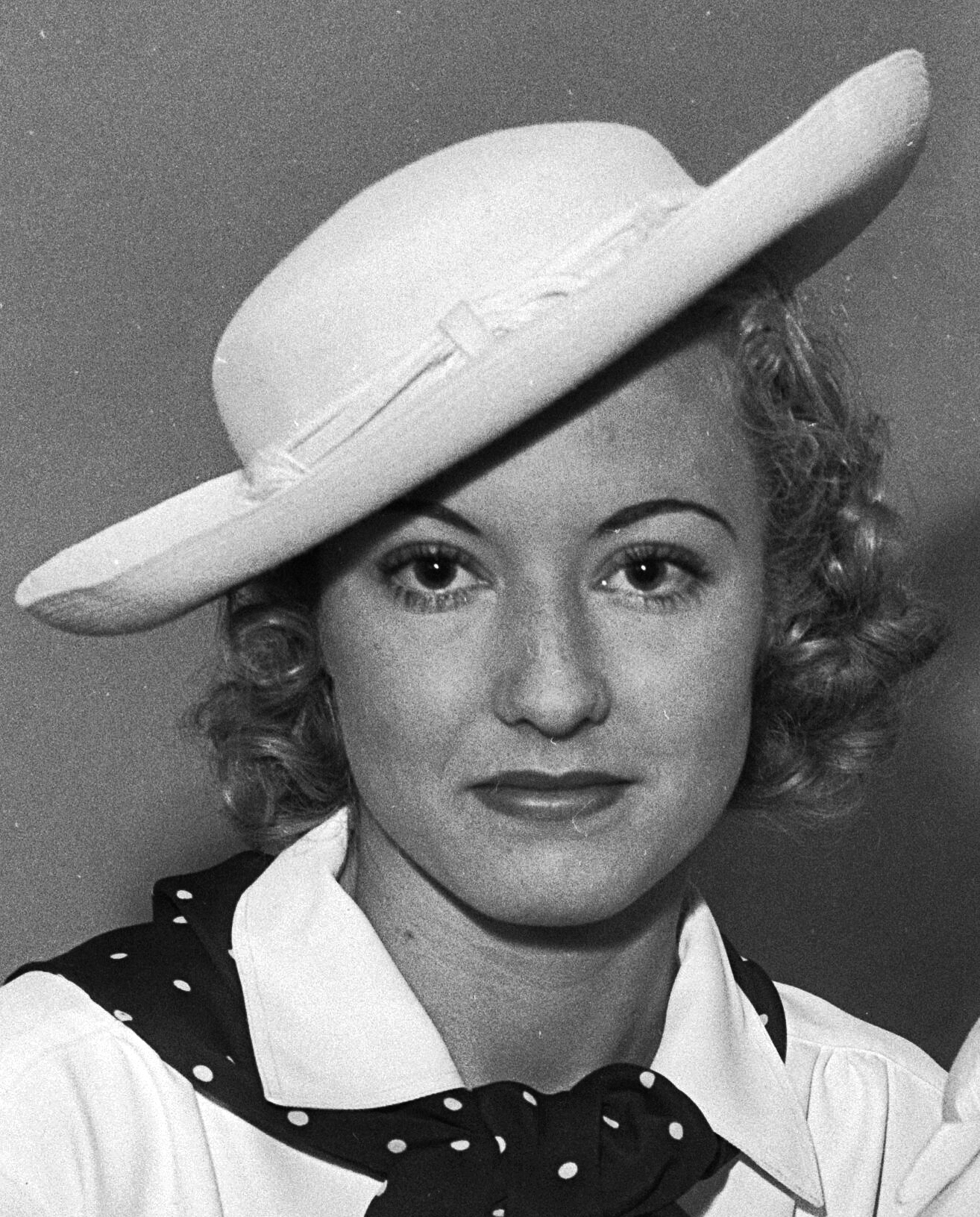
June Gale, 1935

June Gale, verheiratete June Gale Lavant, (* 6. Juli 1911 in San Francisco, Kalifornien als Doris Gilmartin; † 13. November 1996 in Los Angeles, Kalifornien) war eine US-amerikanische Schauspielerin.

## Leben
June Gale wurde 1911 in San Francisco, im US-Bundesstaat Kalifornien geboren. Sie hatte eine Zwillingsschwester namens Helen Gilmartin, die den Künstlernamen Jane Gale trug. Gemeinsam mit den ein Jahr später geborenen Zwillingen Joan (bürgerlich Lorraine Gilmartin) und Jean Gale (bürgerlich Lenore Gilmartin)  wuchsen beide auf.
Die Schwestern begannen schon in jungen Jahren unter demm Namen Gale Sisters als angebliche Vierlinge unter dem Namen Gale Quadruplets im Varieté aufzutreten. Am Broadway traten Gale und ihre Schwestern als Gale Quadruplets in Flying High (1930) und George White’s Scandals (1931) auf. In den frühen 1930er Jahren drehte June Gale ihre ersten Filme in Hollywood, ursprünglich als Goldwyn Girl in „Roman Scandals“, und nach und nach erlangte sie immer größere Rollen, vor allem in B-Filmen, nachdem sie 1936 bei Fox unterschrieben hatte. 1962 hatte sie ihre erste Rolle in der Fernsehserie Alfred Hitchcock präsentiert (Alfred Hitchcock Presents).
Im Dezember 1939 heiratete Gale Oscar Levant in Fredericksburg, Virginia, mit dem bis zu seinem Tod im Jahr 1972 verheiratet war. Gale war von 1978 bis 1992 mit Henry Ephron verheiratet.  Hierdurch wurde sie Stiefmutter der bekannten Schriftstellerinnen Nora Ephron, Delia Ephron, Hallie Ephron und Amy Ephron.
Gale starb am 13. November 1996 im Alter von 85 Jahren im Cedars-Sinai Medical Center an einer Lungenentzündung. Sie wurde im Pierce Brothers Westwood Village Memorial Park Cemetery in Los Angeles, Kalifornien, beigesetzt.

## Filmografie
- 1933: Roman Scandals
- 1934: Moulin Rouge
- 1934: Looking for Trouble
- 1934: Melody in Spring
- 1934: Alles Schwindel! (Bottoms Up)
- 1935: Folies Bergère de Paris
- 1935: L’homme des Folies Bergère (L’homme des Folies Bergere)
- 1935: Rainbow’s End
- 1935: Swifty
- 1936: Heroes of the Range
- 1936: The Riding Avenger
- 1936: Sing, Baby, Sing
- 1936: Der springende Punkt (Pigskin Parade)
- 1936: One in a Million
- 1937: The Devil Diamond
- 1937: Gehn wir bummeln (On the Avenue)
- 1937: Unter vier Augen (This Is My Affair)
- 1937: Sing and Be Happy
- 1937: The Singing Marine
- 1937: You Can’t Have Everything
- 1937: Hoheit flirtet (Thin Ice)
- 1937: Wife, Doctor and Nurse
- 1938: Vier Mann – ein Schwur (Four Men and a Prayer)
- 1938: Josette
- 1938: Keep Smiling
- 1938: My Lucky Star
- 1938: Time Out for Murder
- 1938: While New York Sleeps
- 1939: Tail Spin
- 1939: Pardon Our Nerve
- 1939: Inside Story
- 1939: The Jones Family in Hollywood
- 1939: It Could Happen to You
- 1939: Hotel for Women
- 1939: Charlie Chan auf der Schatzinsel (Charlie Chan at Treasure Island)
- 1939: The Escape
- 1939: The Honeymoon’s Over
- 1940: City of Chance
- 1941: Sis Hopkins
- 1948: Osterspaziergang (Easter Parade)
- 1962: Alfred Hitchcock zeigt (The Alfred Hitchcock Hour, Fernsehserie, Folge 1x12)